# Таценко Влада Володимирівна
Вла́да Володи́мирівна Таце́нко (* 1989) — українська стрибунка у воду. Срібна призерка чемпіонату Європи. Майстер спорту України міжнародного класу.

## З життєпису
Народилась 1989 року. Представляла Луганську область. Учасниця Чемпіонат світу з водних видів спорту-2015 (синхронна вишка, 10 метрів).
Виграла срібну медаль на Чемпіонаті Європи з плавання 2016 року в синхронних змаганнях.